# Nicolaas Beetslaan (Baarn)
De Nicolaas Beetslaan is een laan in de wijk Pekingpark van Baarn in de Nederlandse provincie Utrecht. De slingerende laan verbindt de Vondellaan met de met de Javalaan.
De laan werd in 1926 als eerste weg aangelegd in het verkavelde Pekingbos. Aan de laan staan meest enkele en dubbele landhuizen. De straat is genoemd naar de schrijver Nicolaas Beets.
Gemeentelijke monumenten aan de Nicolaas Beetslaan:
- Nicolaas Beetslaan 14
- Nicolaas Beetslaan 18-20
- Nicolaas Beetslaan 48